# Чемпіонство Дів WWE
Чемпіонство Дів WWE (англ. WWE Divas Championship) — в минулому світовий чемпіонський титул професійного жіночого реслінгу у WWE. Чемпіонство було створене WWE у 2008 році і було представлене як частина розділення ростеру WWE на бренди через сюжетну лінію тодішньої генеральної менеджерки SmackDown Вікі Герреро як альтернатива жіночому чемпіонству WWE старого зразка, що від тої пори належало бренду RAW.
Мішель МакКул стала інавгураційною чемпіонкою 20 липня 2008 року, коли перемогла Наталью на The Great American Bash. Після того, як тодішня чемпіонка Дів WWE Марись була відправлена на RAW в рамках драфту WWE 2009 року, вона забрала титул з собою на червоний бренд. МакКул виграла матч проти Меліни, об'єднавши два жіночі титули WWE на PPV шоу «Night of Champions» 19 вересня 2010 року, створивши таким чином Об'єднане чемпіонство Дів WWE. З часом титул втратив у назві слово «Об'єднане». Наймолодшою жінкою, яка вигравала чемпіонство Дів у віці 21 року є Пейдж.
Титул було ліквідовано у 2016 році на Реслманії 32 після того, як член Зали слави WWE Літа оголосила про створення нового жіночого титулу чемпіонки WWE на заміну Чемпіонству Дів, який згодом отримав назву Чемпіонство RAW серед жінок (нині це Чемпіонство WWE серед жінок). Матчем за новий титул на Реслманії 32 став тристоронній поєдинок між чинною чемпіонкою Шарлотт та її опонентками Беккі Лінч і Сашею Бенкс. Шарлотт була останньою чемпіонкою Дів.

## Найбільша кількість виграних титулів
| Місце | Реслер        | Кількість титулів | Сумарно днів | Сумарно днів, визнаних WWE |
| ----- | ------------- | ----------------- | ------------ | -------------------------- |
| 1     | Ей Джей Лі    | 3                 | 406          | 405                        |
| 2     | Ніккі Белла   | 2                 | 307          | 305                        |
| 3     | Марись        | 2                 | 265          | 259                        |
| 4     | Ів Торрес     | 3                 | 260          | 258                        |
| 5     | Мішель МакКул | 2                 | 218          | 220                        |
| 6     | Бет Фінікс    | 1                 | 204          | 203                        |
| 7     | Шарлотт       | 1                 | 196          | 195                        |
| 8     | Кейтлін       | 1                 | 153          | 152                        |
| 9     | Лейла         | 1                 | 140          | 139                        |
| 10    | Пейдж         | 2                 | 119          | 118                        |
| 10    | Меліна        | 2                 | 119          | 117                        |
| 12    | Келлі Келлі   | 1                 | 104          | 103                        |
| 13    | Міккі Джеймс  | 1                 | 78           | 78                         |
| 14    | Брі Белла     | 1                 | 70           | 70                         |
| 14    | Наталья       | 1                 | 70           | 69                         |
| 16    | Аліша Фокс    | 1                 | 56           | 55                         |
| 17    | Джилліан Холл | 1                 | <1           | <1                         |